# Mesotheel

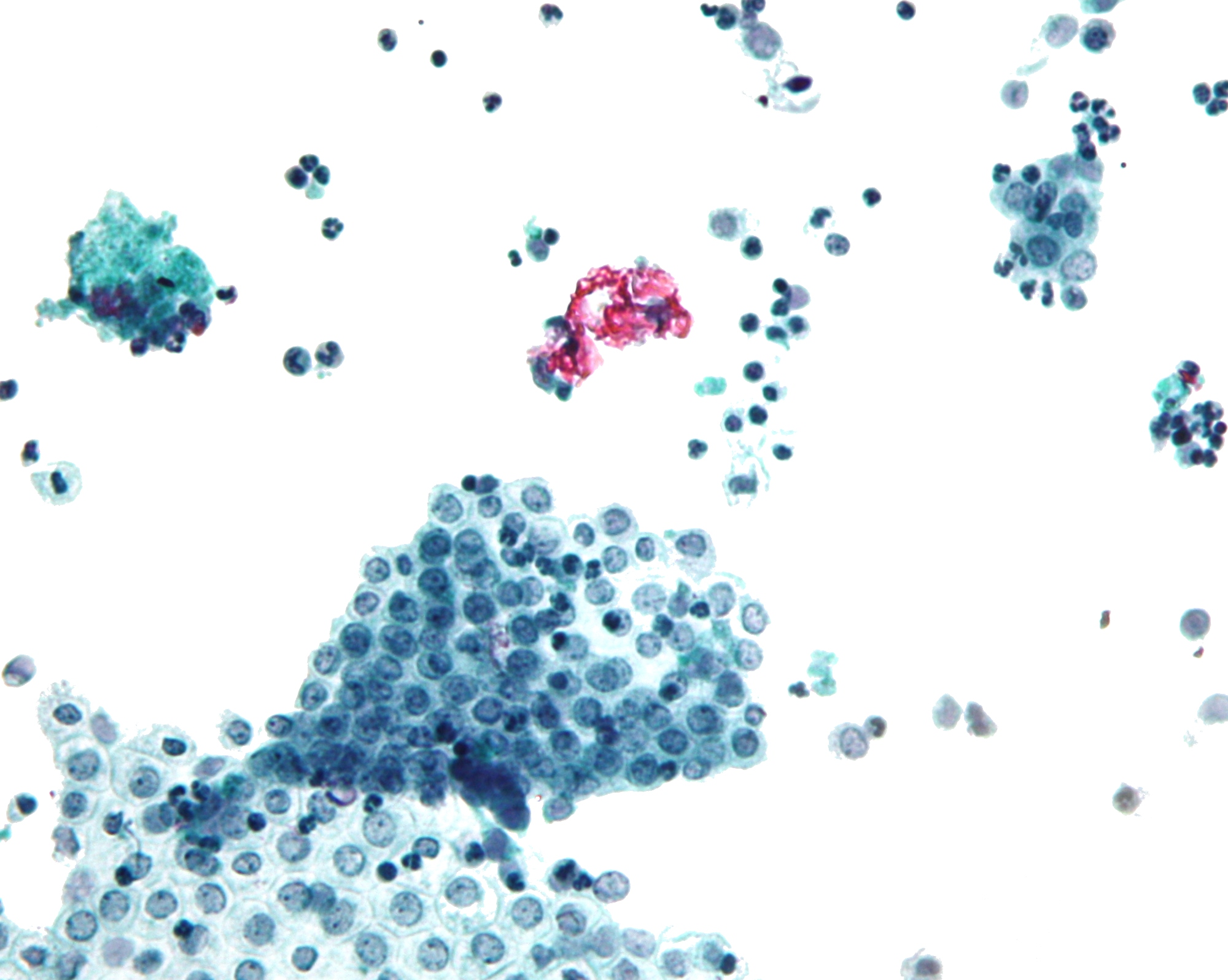
Goedaardige mesotheelcellen

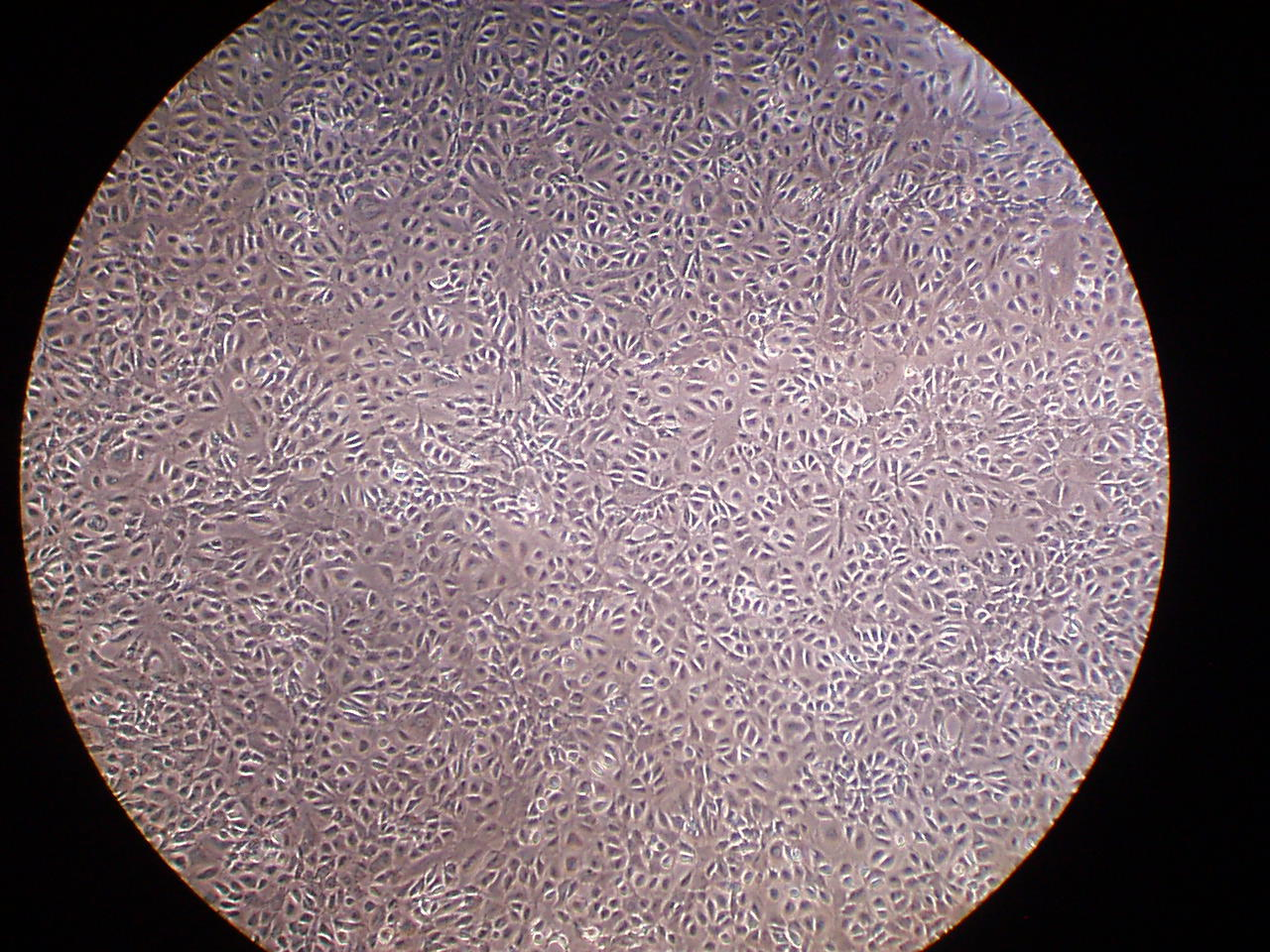
Een laag mesotheelcellen in een celkweek

Mesotheel is een eenlagig plaveiselcelepitheel, een cellenlaag die de bekleding vormt van de sereuze vliezen, zoals het buikvlies, het hartzakje en de pleurabladen (long- en borstvlies).
Mesothelioom zijn woekerende mesotheelcellen, vooral bekend van longvlieskanker die wordt veroorzaakt door jarenlange blootstelling aan asbest.
Mesotheel is vroeg in de evolutie ontstaan doordat mesoderme cellen zich met hun apicale zijde richtten naar het coeloom en met hun basale zijde richting openingen in het mesoderm.